# ジョゼフ・F・エンライト
ジョゼフ・フランシス・エンライト（Joseph Francis Enright, 1910年9月18日-2000年7月20日）は、アメリカ海軍の軍人、最終階級は大佐。
1944年11月29日、潜水艦アーチャーフィッシュ (USS Archer-fish, SS-311) の艦長として日本海軍の航空母艦信濃を撃沈し、アーチャーフィッシュに「第二次世界大戦でもっとも大きな艦船を撃沈した潜水艦」の栄誉をもたらした。

## 生涯

### 「デイス」艦長まで
ジョゼフ・フランシス・エンライトは1910年9月18日、ノースダコタ州マイノットに生まれる。1933年に海軍兵学校（アナポリス）を卒業。卒業年次から「アナポリス1933年組」と呼称されたこの世代からは、クイーンフィッシュ (USS Queenfish, SS-393) 艦長で阿波丸事件の一方の当事者チャールズ・E・ラフリン、ハリバット (USS Halibut, SS-232) 艦長を経て大将に登りつめたイグナティス・J・ギャランティンなどがいる。卒業後は戦艦メリーランド (USS Maryland, BB-46) に3年間乗り組んだ後、1936年以降は潜水艦に転じた。潜水艦S-22 (USS S-22, SS-127) 乗り組みを経て、第二次世界大戦勃発後の1942年6月22日、エンライトは潜水艦O-10 (USS O-10, SS-71) で最初の艦長職を務めた。
1943年7月23日、少佐に昇進したエンライトは、この日竣工した潜水艦デイス (USS Dace, SS-247) の艦長に就任する。「アナポリス1933年組」で潜水艦に進んだ者の中で艦長に就くのは、エンライトが初めてだった。デイスはニューロンドンを9月7日に出港し、10月3日に真珠湾に到着したデイスは、10月20日に最初の哨戒で日本近海に向かった。哨戒では何隻かの日本側艦船を発見して攻撃を行ったが目立った戦果はなかった。また当時、デイスが向かった海域を「空母翔鶴が通過する」という情報があり、デイスを含めた所在の潜水艦に翔鶴を仕留めるよう指令が出ていた。ところが、エンライトは自分の直感を抑えて規則に従った結果、結果的に翔鶴を逃す結果となった。実際に11月15日に北緯33度55分 東経140度32分 / 北緯33.917度 東経140.533度の地点で件の翔鶴と3隻の駆逐艦を発見したものの、ただ「発見した」というだけに留まった。11月19日午後、デイスは北緯34度13分 東経136度33分 / 北緯34.217度 東経136.550度の地点で輸送船、タンカー、哨戒艇を相次いで発見。しかし、哨戒艇の先制攻撃を受け、14発に及ぶ爆雷攻撃で艦尾発射管室のバルブが損傷するなどの被害を受けた。12月11日、デイスは49日間の行動を終えてミッドウェー島に帰投した。
エンライトは司令部に報告のため出頭した。報告は「自分は艦もスタッフも担当海域も、あらゆる優れたものに恵まれた」で始まり、「今回の哨戒任務が不作だったのは自分の責任ですから」と、自ら自分をデスクワークに廻してくれるよう要請、これが潜水部隊司令官チャールズ・A・ロックウッド中将（アナポリス1912年組）に受理され、エンライトは12月28日付でミッドウェー島の潜水艦救護隊隊長に転じた。エンライトは3日後の1944年1月1日付で中佐に昇進し、ミッドウェー島の潜水艦基地の副司令にも就いた。自らを責めて艦長の座を辞したエンライトだったが、再び艦長に就く機会が訪れる。

### アーチャーフィッシュ艦長と信濃
1944年9月、エンライトはアーチャーフィッシュの3代目艦長に就任する。アーチャーフィッシュは10月30日に5回目の哨戒で真珠湾を出撃し、11月9日にサイパン島に寄港して補給と整備を行う。サイパン島出港後、哨戒期間の前半はB-29への支援活動に充てられた。11月28日夜、アーチャーフィッシュはレーダーと目視により複数の目標を発見、これこそが信濃であった。エンライト自身も信濃と、護衛の駆逐艦雪風、磯風、浜風を確認する。アーチャーフィッシュと信濃との間は一旦は遠ざかるが、11月29日3時ごろになってジグザグ航行を行っていた信濃がアーチャーフィッシュのいる方に向かってきた。3時18分、アーチャーフィッシュは魚雷を6本発射し、4本が信濃に命中した。信濃は約7時間後に沈没し、「潜水艦によって撃沈された、第二次世界大戦、あるいは歴史上もっとも大きな艦船」となった。もっとも、アメリカ軍は信濃撃沈自体は無電傍受で察知していたが、信濃川に由来する名前の巡洋艦改造空母と思い込んでいたので、報告でのすったもんだの末に当初は「28,000トンの空母」1隻撃沈として認定された。アメリカ軍が信濃の正体を知ったのは1946年になってからのことで、エンライトはジェームズ・フォレスタル海軍長官から海軍十字章を、ハリー・S・トルーマン大統領から部隊感状を授与された。
この後、アーチャーフィッシュは哨戒を2回行ったが戦果はなく、エンライトの公認撃沈スコアは信濃ただ1隻となった。

### 戦後
1945年8月15日の終戦を北海道沖で迎えたアーチャーフィッシュは、翌日には艦内で酒宴を挙げた。8月31日に東京湾に入港し、「信濃」誕生の地である横須賀海軍工廠近くで他の11隻の潜水艦と共に潜水母艦プロテウス (USS Proteus, AS-19) の側に停泊した。ここでエンライトは乗組員とともに横須賀の町に入ることを申請し、許可が下りた後上陸して町や海軍工廠を見学したが、この時は、そこが「信濃」の誕生の地である確認が取れなかった。9月2日に戦艦ミズーリ (USS Missouri, BB-63) の艦上で日本の降伏文書調印式が行われ、アーチャーフィッシュも参列した。調印式終了後、エンライトは接収したばかりの横須賀のクラブで開かれたロックウッド主催の祝宴に他の11隻の潜水艦の艦長とともに出席し、勝利の酒宴を楽しんだ。
戦後のエンライトはアナポリスでの機関教官を経て、1949年から1950年は第31潜水隊司令を務める。1952年1月1日付で大佐に昇進して海軍作戦部勤務となり、アーレイ・バーク少将（アナポリス1923年組）の命で海上自衛隊に警備艇を供与する議会の承認を取り付けるプレゼンテーションを行った。1953年から1954年までは潜水母艦「フルトン」 (USS Fulton, AS-11) 艦長、1954年から1955年までは第8潜水群司令を務める。1955年から1957年には大西洋艦隊潜水部隊の参謀長として司令官のフランク・T・ワトキンス少将（アナポリス1922年組）、チャールズ・W・ウィルキンス少将（アナポリス1924年組）およびフレデリック・B・ウォーダー少将（アナポリス1925年組）に仕え、これがエンライトと潜水艦が最後に関わったポストとなった。1959年からはミサイル巡洋艦ボストン (USS Boston, CAG-1) の艦長を務め、海軍作戦部での仕事も兼ねた。1963年、エンライトはボストンの艦長職を最後に大佐で退役した。
退役後、エンライトはマサチューセッツ州ドーバーに移り住み、1970年までノースロップ社に就職してオメガ航法の研究開発に従事した。その後は1987年に回想録 "SHINANO！ The Sinking of Japan Secret Supership" を出版し、2000年7月20日にバージニア州フェアファックスの自宅で亡くなった。89歳没。死後、アーリントン国立墓地に埋葬されている。